# Número de condición
En el campo del análisis numérico, el número de condición de una función respecto de su argumento mide cuánto se modifica el valor de salida si se realiza un pequeño cambio en el valor de entrada. Es decir, cuánto cambia {\displaystyle y=f(x)} si se modifica {\displaystyle x}.
El número de condición se utiliza para medir cuán sensible resulta una función a cambios o errores en el valor de entrada, y cuál será el error en el valor de salida debido a este.

## Condición de una matriz
Aplicando este concepto a matrices.
Sea {\displaystyle A=(a_{i,j})} una matriz de m por n, se le llama "numero de condición" a {\displaystyle \kappa (A)} o {\displaystyle Cond(A)} tal que
{\displaystyle Cond(A)=\lVert A\rVert \cdot \lVert A^{-1}\rVert }
la matriz {\displaystyle A} se dice bien condicionada si su número de condición está cerca de 1 y se dice mal condicionada si es significativamente mayor que 1, lo que nos indicaría que pequeñas variaciones en los datos pueden producir grandes variaciones en los resultados y por tanto que la solución del sistema es propensa a grandes errores de redondeo.
Indíquese la norma de la matriz {\displaystyle A} con el símbolo {\displaystyle ||A||}, existen varias medidas, algunas de las más usuales son:
- Norma de Frobenius[1] : Inducida del producto interno usual en el espacio de matrices de m por n, similar a la norma euclidiana en {\displaystyle \mathbb {R} ^{n}}:

{\displaystyle \lVert A\rVert _{F}={\sqrt {tr((A^{*^{t}})A)}}={\sqrt {\sum _{i=1}^{m}{\sum _{j=1}^{n}{|a_{i,j}|^{2}}}}}},  donde {\displaystyle (A^{*^{t}}} corresponde a la matriz conjugada transpuesta de {\displaystyle A}.
- Norma 1: Máxima suma absoluta de entre las columnas de una matriz:

{\displaystyle \lVert A\rVert _{1}=\max _{1\leq j\leq m}\left(\sum _{i=1}^{m}|a_{i,j}|\right)}.
- Norma infinito:  Máxima suma absoluta de entre las filas de una matriz:

{\displaystyle \lVert A\rVert _{\infty }=\max _{1\leq i\leq n}\left(\sum _{j=1}^{n}|a_{i,j}|\right)}.